# ولسوالی زدران
زدران یکی از ولسوالی‌های ولایت پکتیا در شرق افغانستان است. جمعیت آن در سال ۲۰۰۶ میلادی، ۳۸۰۱۱ نفر اعلام شده‌است.

## قبیله زدران
خانواده حقانی از قیبله زدران و از منطقه موسوم به «لویه پکتیا» به معنای پکتیای بزرگ هستند؛ منطقه‌ای شامل ولایات پکتیا، پکتیکا و خوست در شرق افغانستان.

## منبع‌ها
1. ↑  «جمعیت‌شناسی و جمعیت ولایت پکتیا» (PDF). هیئت معاونت ملل متحد در افغانستان. وزارت احیا و انکشاف دهات افغانستان. دریافت‌شده در ۱۲-۱۲-۱۳۹۰. تاریخ وارد شده در |تاریخ بازدید= را بررسی کنید (کمک)
2. ↑  قتل در نانوایی؛ چه کسی نصیرالدین حقانی را کشت؟، بی‌بی‌سی فارسی